# Dubaï Turf
Groupe 1
Le Dubaï Turf (anciennement Dubaï Duty Free) est une course hippique de galop qui se dispute sur l'hippodrome de Meydan (en) à Dubaï, le dernier samedi du mois de mars. Elle était courue sur l'hippodrome de Nad el Sheba jusqu'à sa destruction après la Dubaï World Cup 2009.
C'est une course de Groupe I (depuis 2002) réservée aux pur-sang de 4 ans et plus (hémisphère nord) et 3 ans et plus (hémisphère sud). Elle se court sur 1 777 mètres, sur la piste en gazon. L'allocation s'élève à 6 000 000 US$.

## Palmarès
| Année | Vainqueur                                                | S/A                                                      | Pays                                                     | Père                                                     | Jockey                                                   | Entraîneur                                               | Propriétaire                                             | Deuxième                                                 | Troisième                                                | Temps                                                    |
| ----- | -------------------------------------------------------- | -------------------------------------------------------- | -------------------------------------------------------- | -------------------------------------------------------- | -------------------------------------------------------- | -------------------------------------------------------- | -------------------------------------------------------- | -------------------------------------------------------- | -------------------------------------------------------- | -------------------------------------------------------- |
| 2025  | Soul Rush                                                | M.7                                                      | Japon                                                    | Rulership                                                | Cristian Demuro                                          | Yasutoshi Ikee                                           | Tatsue Ishikawa                                          | Romantic Warrior                                         | Maljoom                                                  | 1'45"84                                                  |
| 2024  | Facteur Cheval                                           | H.5                                                      | France                                                   | Ribchester                                               | Maxime Guyon                                             | Jérôme Reynier                                           | Team Valor International & Gary Barber                   | Namur                                                    | Danon Beluga                                             | 1'45"91                                                  |
| 2023  | Lord North                                               | H.7                                                      | Royaume-Uni                                              | Dubawi                                                   | Lanfranco Dettori                                        | John & Thady Gosden                                      | Cheikh Z. bin Mohammed                                   | Danon Beluga                                             | Nations Pride                                            | 1'47"39                                                  |
| 2022  | Lord North Panthalassa                                   | H.6 M.5                                                  | Royaume-Uni Japon                                        | Dubawi Lord Kanaloa                                      | Lanfranco Dettori Yutaka Yoshida                         | John & Thady Gosden Yoshito Yahagi                       | Cheikh Z. bin Mohammed Hiroo Race Co Ltd                 |                                                          | Vin de Garde                                             | 1'45"77                                                  |
| 2021  | Lord North                                               | H.5                                                      | Royaume-Uni                                              | Dubawi                                                   |                                                          | John & Thady Gosden                                      | Cheikh Z. bin Mohammed                                   | Vin de Garde                                             | Felix                                                    | 1'46"46                                                  |
| 2020  | Course non disputée en raison de la pandémie de Covid-19 | Course non disputée en raison de la pandémie de Covid-19 | Course non disputée en raison de la pandémie de Covid-19 | Course non disputée en raison de la pandémie de Covid-19 | Course non disputée en raison de la pandémie de Covid-19 | Course non disputée en raison de la pandémie de Covid-19 | Course non disputée en raison de la pandémie de Covid-19 | Course non disputée en raison de la pandémie de Covid-19 | Course non disputée en raison de la pandémie de Covid-19 | Course non disputée en raison de la pandémie de Covid-19 |
| 2019  | Almond Eye                                               | F.4                                                      | Japon                                                    | Lord Kanaloa                                             | Christophe Lemaire                                       | Sakae Kunieda                                            | Silk Racing Co. Ltd                                      | Vivlos                                                   | Lord Glitters                                            | 1'46"78                                                  |
| 2018  | Benbatl                                                  | M.4                                                      | Royaume-Uni                                              | Dubawi                                                   | Oisin Murphy                                             | Saeed bin Suroor                                         | Godolphin                                                | Vivlos                                                   | Deirdre                                                  | 1'46"02                                                  |
| 2017  | Vivlos                                                   | F.4                                                      | Japon                                                    | Deep Impact                                              | João Moreira                                             | Yasuo Tomomichi                                          | Kasuhiro Sasaki                                          | Heshem                                                   | Ribchester                                               | 1'50"20                                                  |
| 2016  | Real Steel                                               | M.4                                                      | Japon                                                    | Deep Impact                                              | Ryan Moore                                               | Yoshito Yahagi                                           | Sunday Racing Co.Ltd                                     | Euro Charline                                            | Tryster                                                  | 1'47"13                                                  |
| 2015  | Solow                                                    | H.5                                                      | France                                                   | Singspiel                                                | Maxime Guyon                                             | Freddy Head                                              | Wertheimer & Frère                                       | The Grey Gatsby                                          | Mshawish                                                 | 1'46"62                                                  |
| 2014  | Just A Way                                               | M.5                                                      | Japon                                                    | Heart's Cry                                              | Yuichi Fukunaga                                          | Naosuke Sugai                                            | Akatsuki Yamatoya                                        | Vercingetorix                                            | Dank                                                     | 1'45"52                                                  |
| 2013  | Sajjhaa                                                  | F.6                                                      | Royaume-Uni                                              | King's Best                                              | Silvestre de Sousa                                       | Saeed bin Suroor                                         | Godolphin                                                | The Apache                                               | Giofra                                                   | 1'47"93                                                  |
| 2012  | Cityscape                                                | M.6                                                      | Royaume-Uni                                              | Selkirk                                                  | James Doyle                                              | Roger Charlton                                           | Khalid Abdullah                                          | Mutahadee                                                | City Style                                               | 1'48"65                                                  |
| 2011  | Presvis                                                  | M.7                                                      | Royaume-Uni                                              | Sakhee                                                   | Ryan Moore                                               | Luca Cumani                                              | L. Marinopoulos                                          | River Jetez                                              | Wigmore Hall                                             | 1'50"21                                                  |
| 2010  | Al Shemali                                               | M.6                                                      | Émirats arabes unis                                      | Medicean                                                 | Royston Ffrench                                          | Ali-Rashid Al Raihe                                      | Cheik Hamdan Al Maktoum                                  | Bankable                                                 | Imbongi                                                  | 1'50"84                                                  |
| 2009  | Gladiatorus                                              | M.4                                                      | Italie                                                   | Silic                                                    | Ahmad Ajtebi                                             | M. Bin Shafya                                            | Cheik Mansoor Al Maktoum                                 | Presvis                                                  | Alexandros                                               | 1'46"92                                                  |
| 2008  | Jay Peg                                                  | M.5                                                      | Afrique du Sud                                           | Camden Park                                              | Anton Marcus                                             | Herman Brown                                             | Shirtliff, Braun, Loomes & Co                            | Darjina                                                  | Archipenko                                               | 1'46"20                                                  |
| 2007  | Admire Moon                                              | M.4                                                      | Japon                                                    | End Sweep                                                | Yutaka Take                                              | Hiroyoshi Matsuda                                        | Riichi Kondo                                             | Linngari                                                 | Daiwa Major                                              | 1'47"94                                                  |
| 2006  | David Junior                                             | M.4                                                      | Royaume-Uni                                              | Pleasant Tap                                             | Jamie Spencer                                            | Brian Meehan                                             | Roldvale Ltd & Gold Group                                | The Tin Man                                              | Seihali                                                  | 1'49"65                                                  |
| 2005  | Elvstroem                                                | M.5                                                      | Australie                                                | Danehill                                                 | Nash Rawiller                                            | Tony Vasil                                               | Elvstroem Syndicate                                      | Whilly                                                   | Right Approach                                           | 1'50"54                                                  |
| 2004  | Right Approach Paolini                                   | M.4 M.7                                                  | Royaume-Uni Allemagne                                    | Machiavellian Lando                                      | Weichong Marwing Eduard Pedroza                          | Mike de Kock Andreas Wöhler                              | Bernard Kantor Carde Ostermann-Richter                   |                                                          | Nayyir                                                   | 1'49"36                                                  |
| 2003  | Ipi Tombe                                                | F.5                                                      | Afrique du Sud                                           | Manshood                                                 | Kevin Shea                                               | Mike de Kock                                             | Team Valor                                               | Paolini                                                  | Royal Tryst                                              | 1'47"61                                                  |
| 2002  | Terre à Terre                                            | F.5                                                      | France                                                   | Kaldounévées                                             | Christophe Soumillon                                     | Eric Libaud                                              | Mme Henri Devin                                          | Noverre                                                  | Hoeberg                                                  | 1'48"75                                                  |
| 2001  | Jim And Tonic                                            | H.7                                                      | France                                                   | Double Bed                                               | Gérald Mossé                                             | Francois Doumen                                          | John D. Martin & Roger Barby                             | Fairy King Prawn                                         | Sunline                                                  | 147"83                                                   |
| 2000  | Rhythm Band                                              | H.4                                                      | États-Unis                                               | Cozzene                                                  | Ted Durcan                                               | Saeed bin Suroor                                         | Rashid Al Maktoum                                        | Easaar                                                   | Kingsalsa                                                | 1'48"60                                                  |
| 1999  | Altibr                                                   | M.4                                                      | Royaume-Uni                                              | Diesis                                                   | Richard Hills                                            | Saeed bin Suroor                                         | Hamdan Al Maktou                                         | Spindrift                                                | Lord of Men                                              | 2'00"79                                                  |
| 1998  | Annus Mirabilis                                          | M.6                                                      | Royaume-Uni                                              | Warning                                                  | Gary Stevens                                             | Saeed bin Suroor                                         | Godolphin                                                | Intikhab                                                 | Fly To The Stars                                         | 2'04"32                                                  |
| 1997  | Tamayaz                                                  | M.5                                                      | Royaume-Uni                                              | Gone West                                                | Lanfranco Dettori                                        | Saeed bin Suroor                                         | Godolphin                                                | Needle Gun                                               | Magellan                                                 | 2'02"20                                                  |
| 1996  | Key of Luck                                              | M.5                                                      | France                                                   | Chief's Crown                                            | Gary Stevens                                             | Kiaran P. Mclaughlin                                     | Saeed bin Maktoum Al Maktoum                             | Cezanne                                                  | Valley of Gold                                           | 2'03"77                                                  |